# Pelargonium grandiflorum
Pelargonium grandiflorum (Willd., 1800), comunemente noto come geranio imperiale, è una pianta appartenente alla famiglia delle Geraniacee, endemica delle Province del Capo, in Sudafrica.

## Descrizione
Questa pianta può raggiungere i 70 cm di altezza. I fiori sono variegati, estivi e raggiungono un diametro di 5 cm. Le foglie sono grigio-verdi.

## Galleria d'immagini

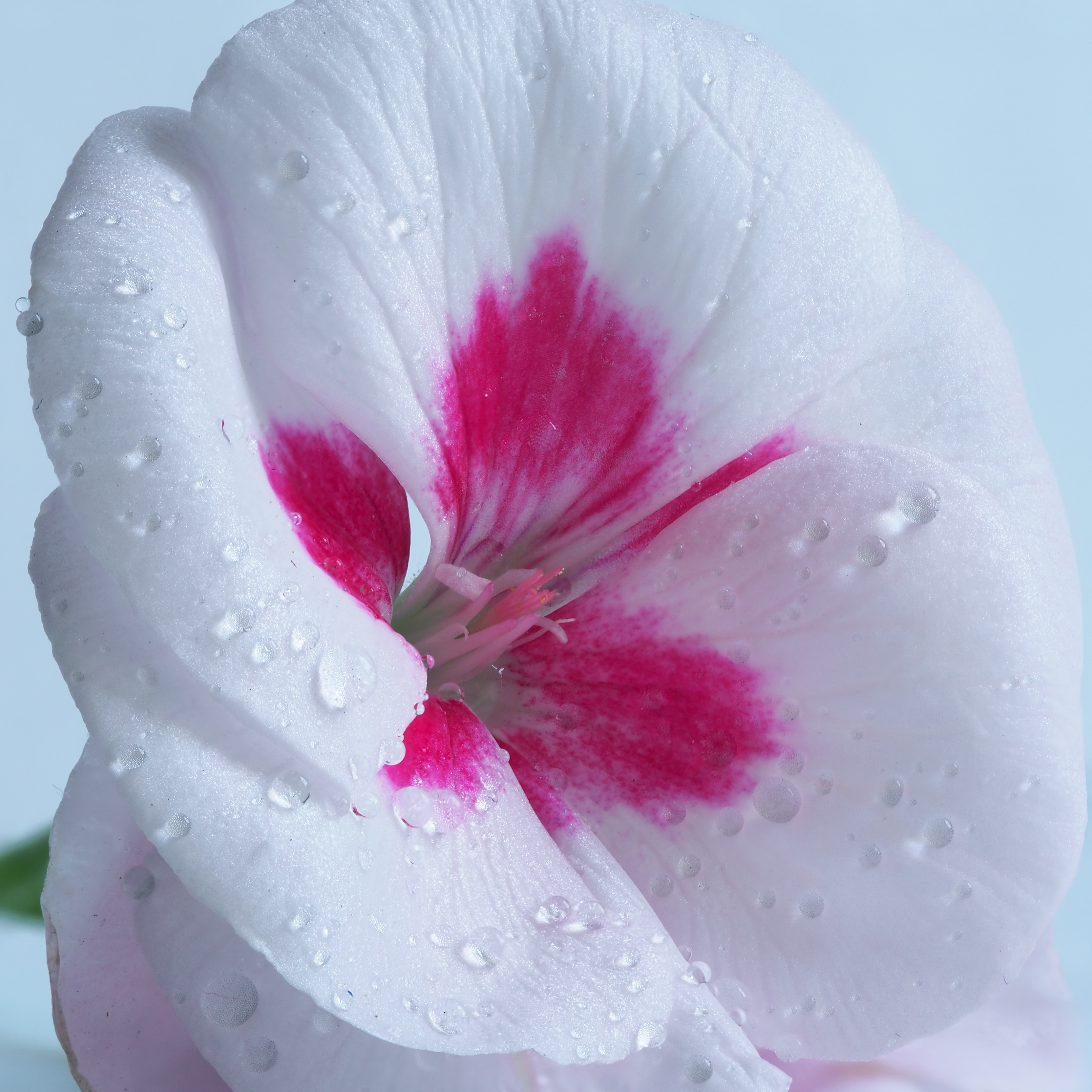
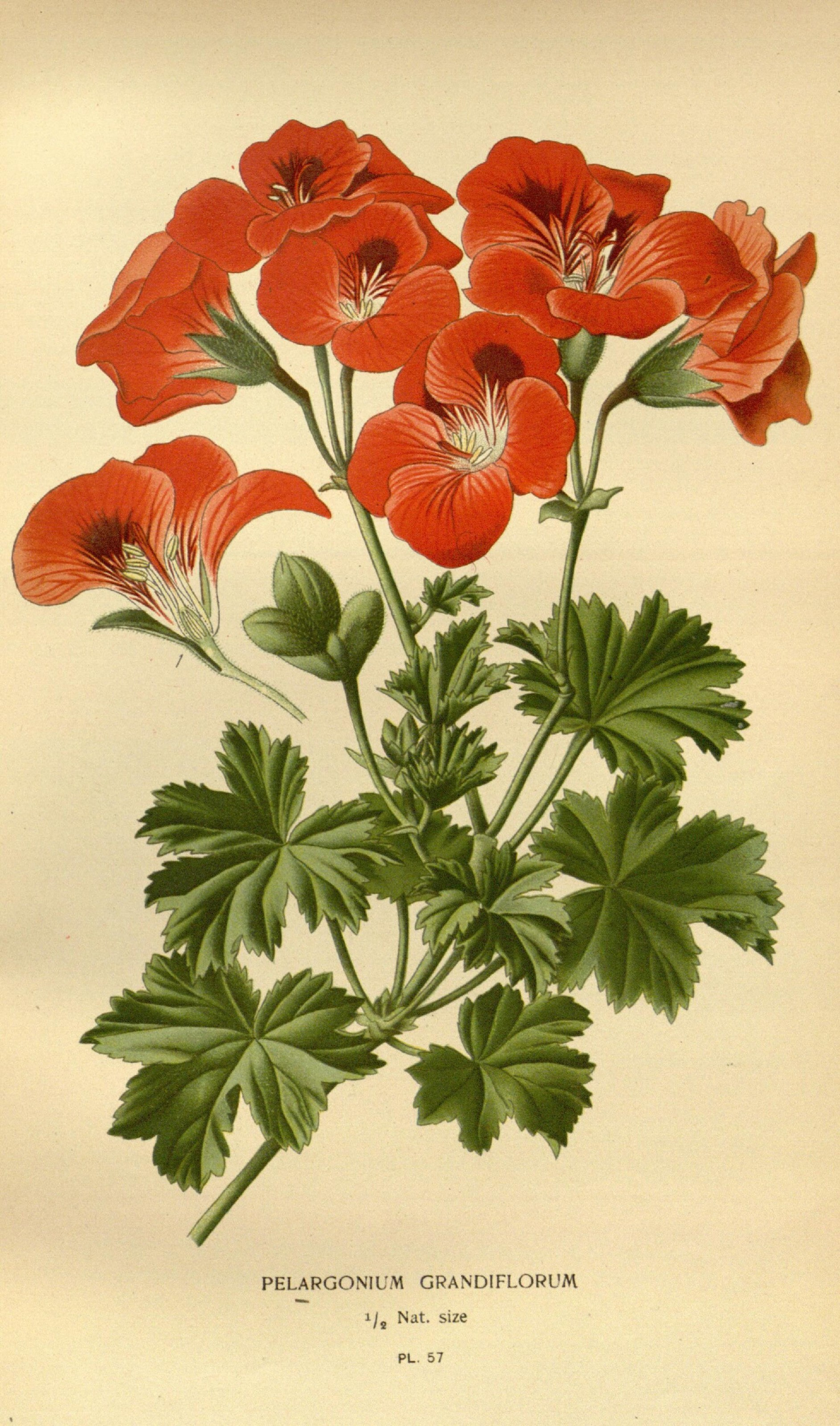
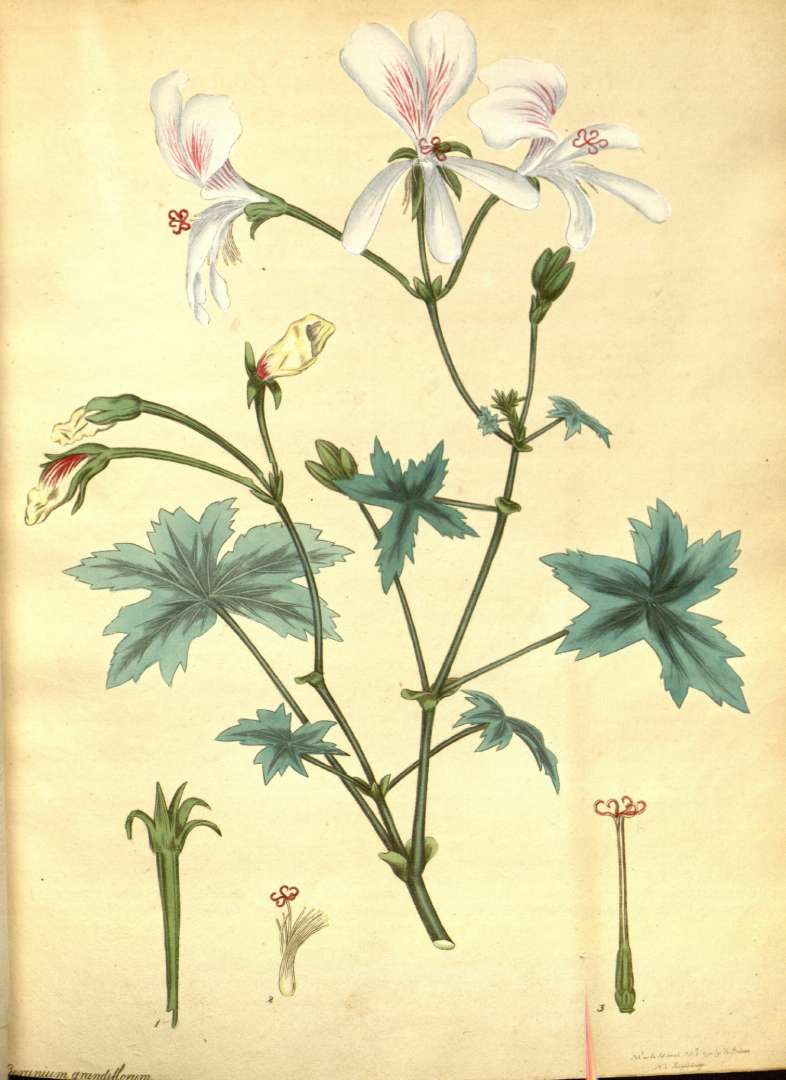
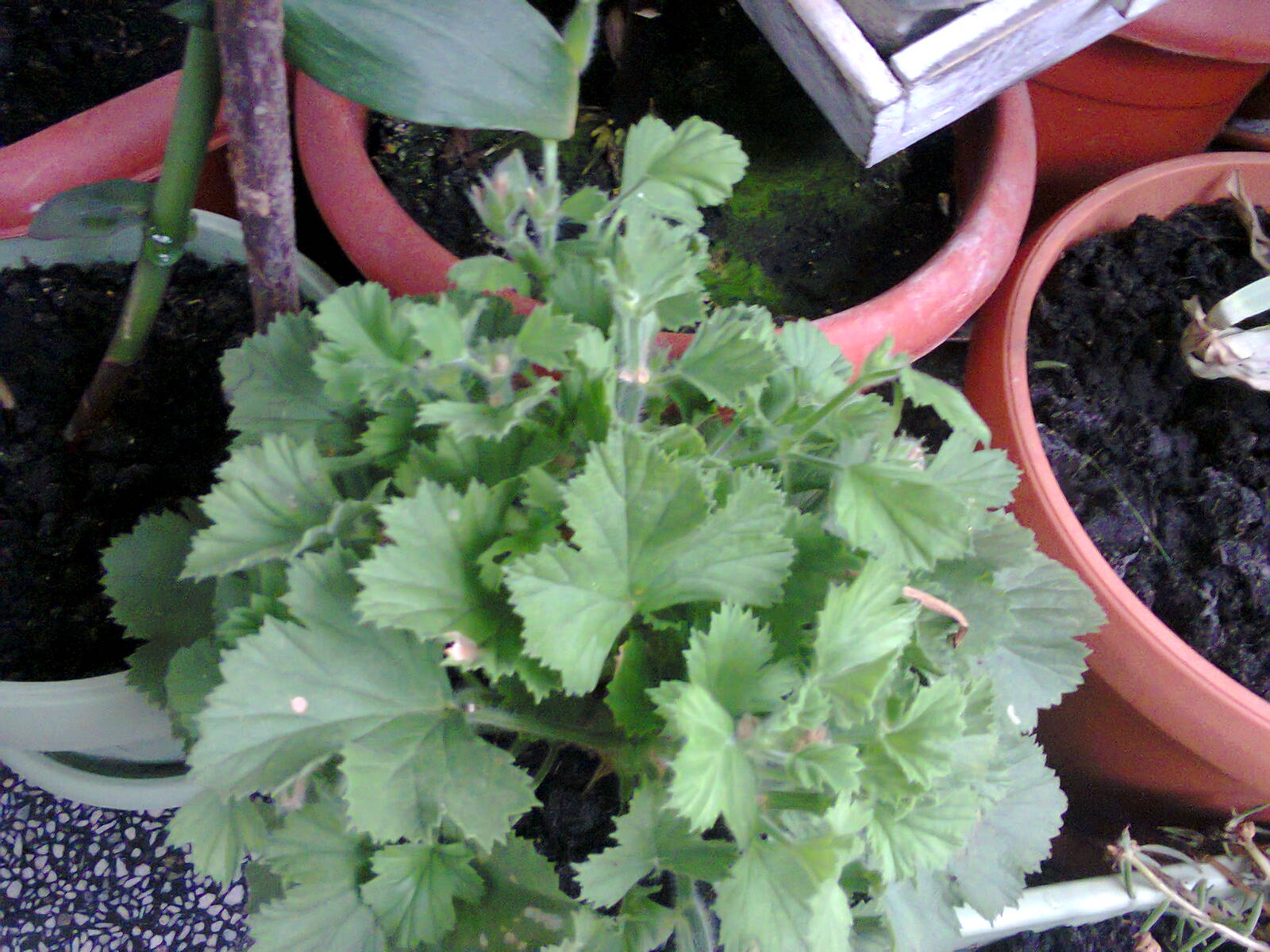
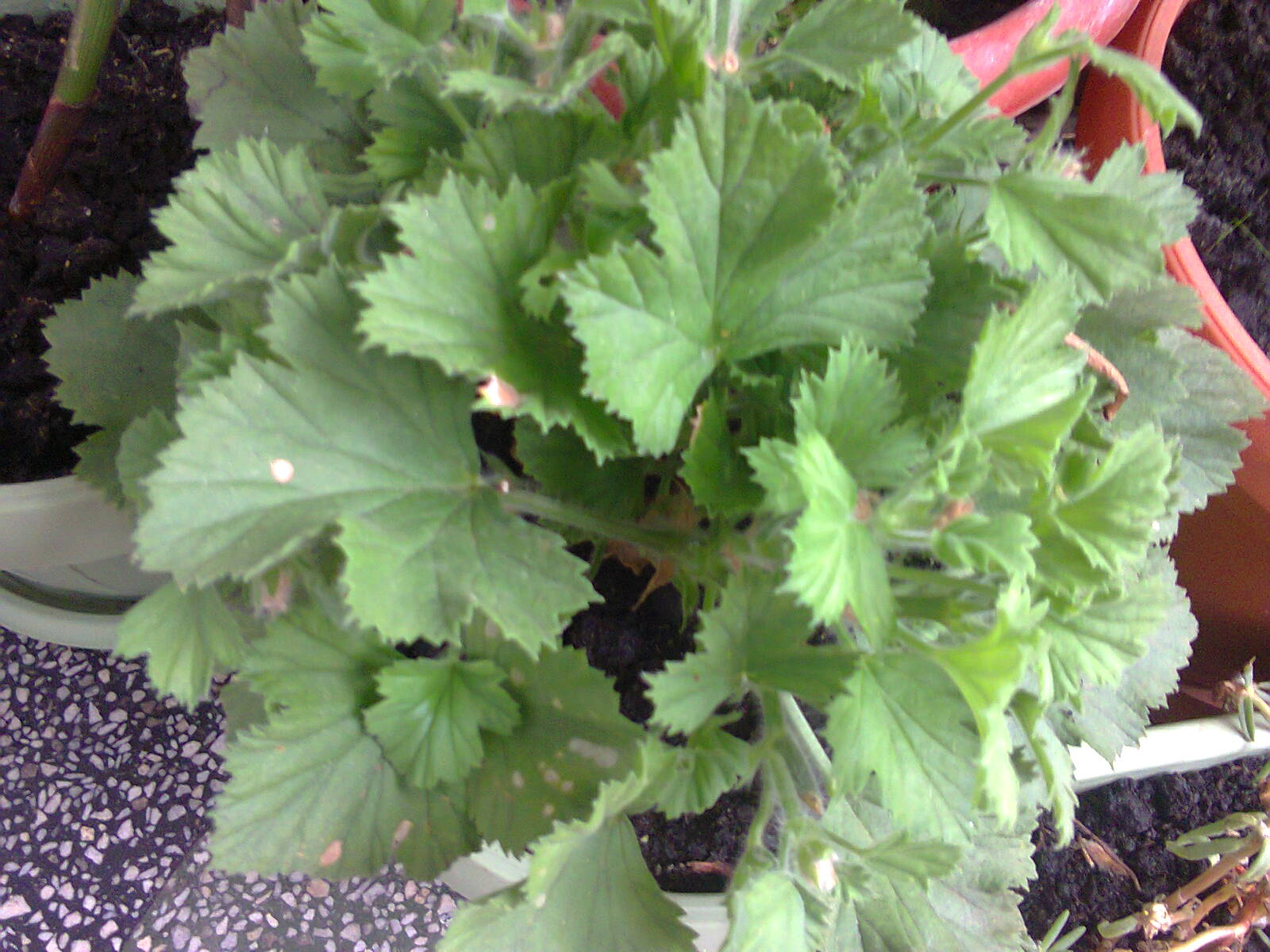
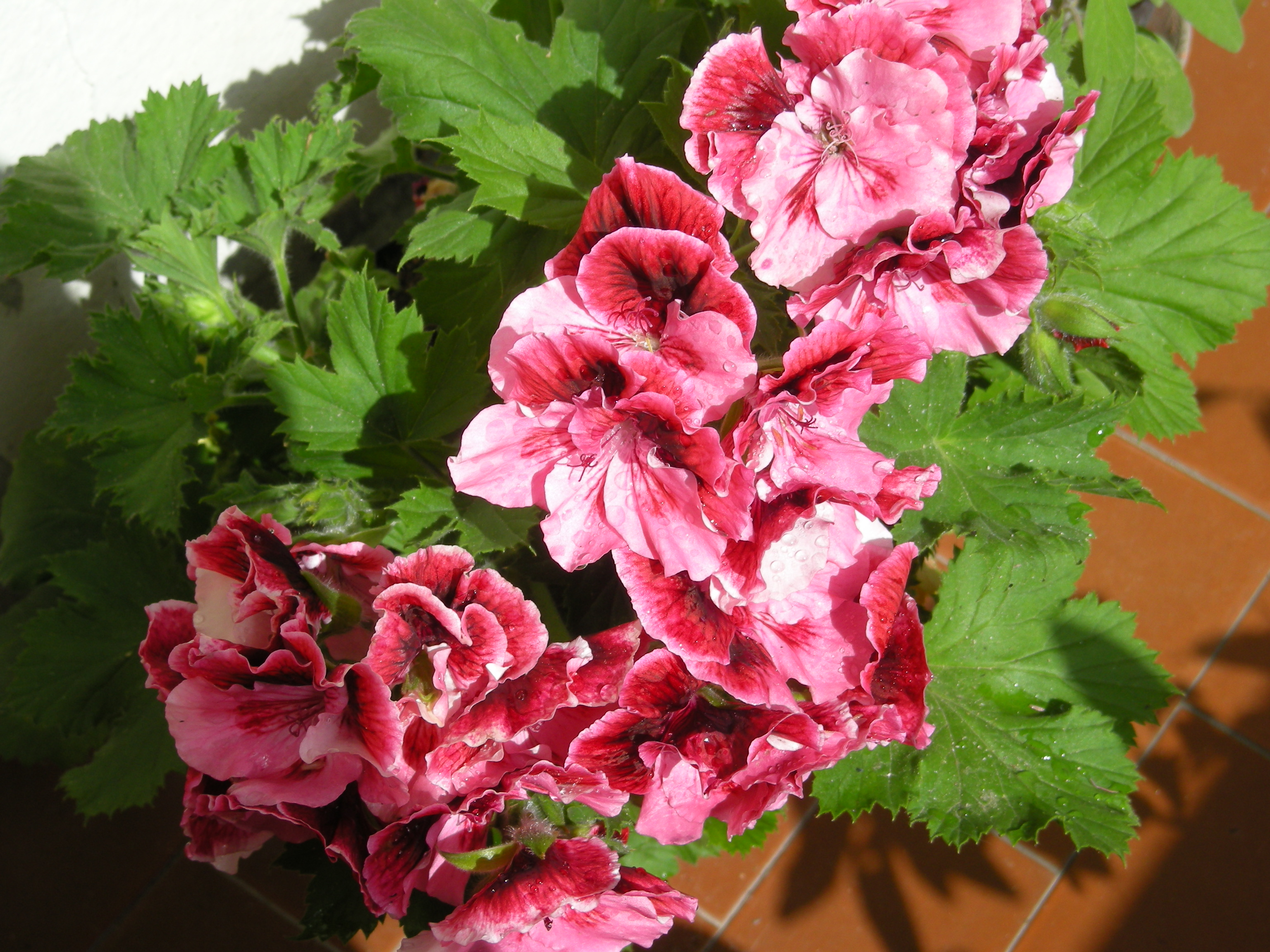
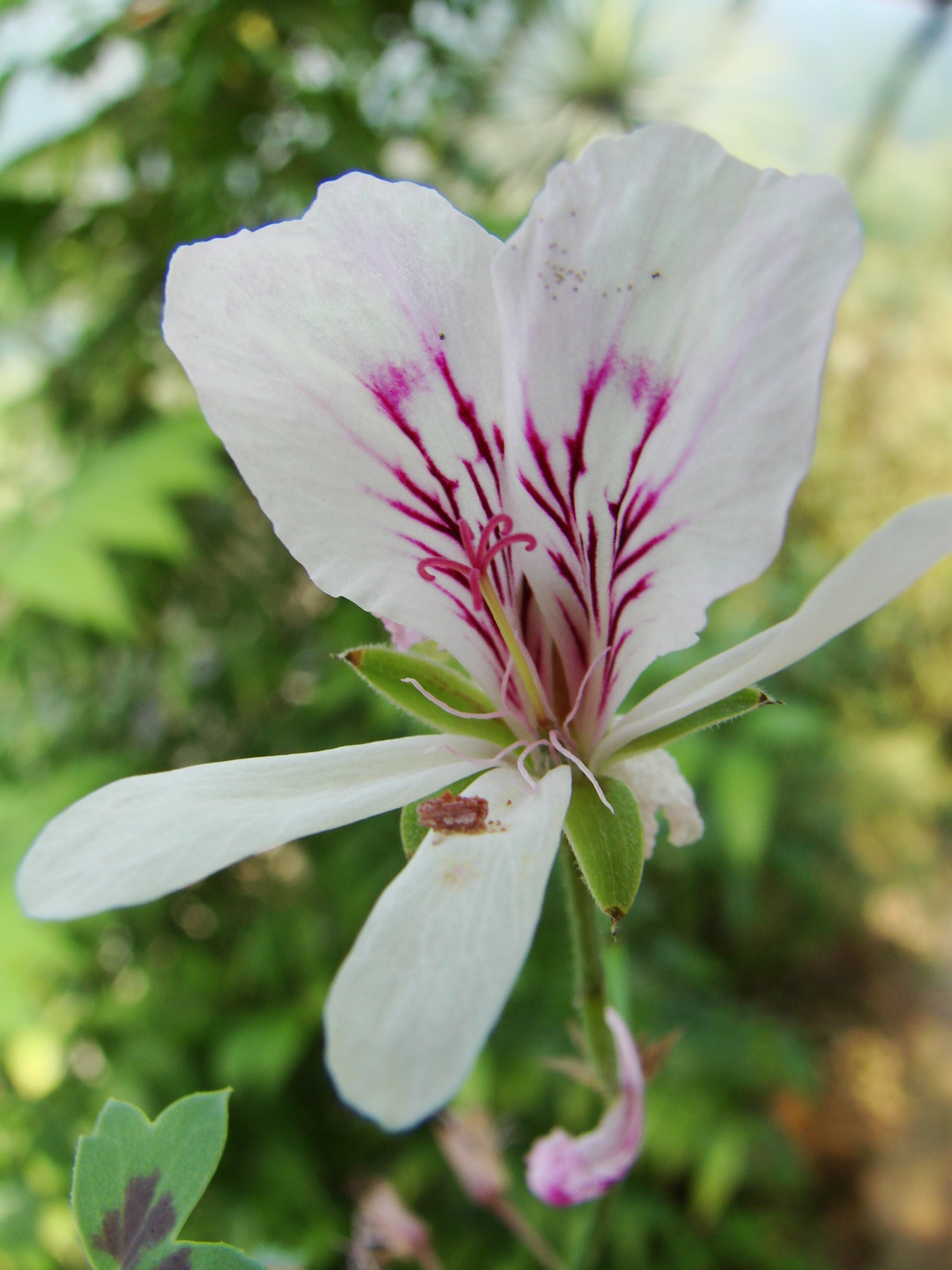
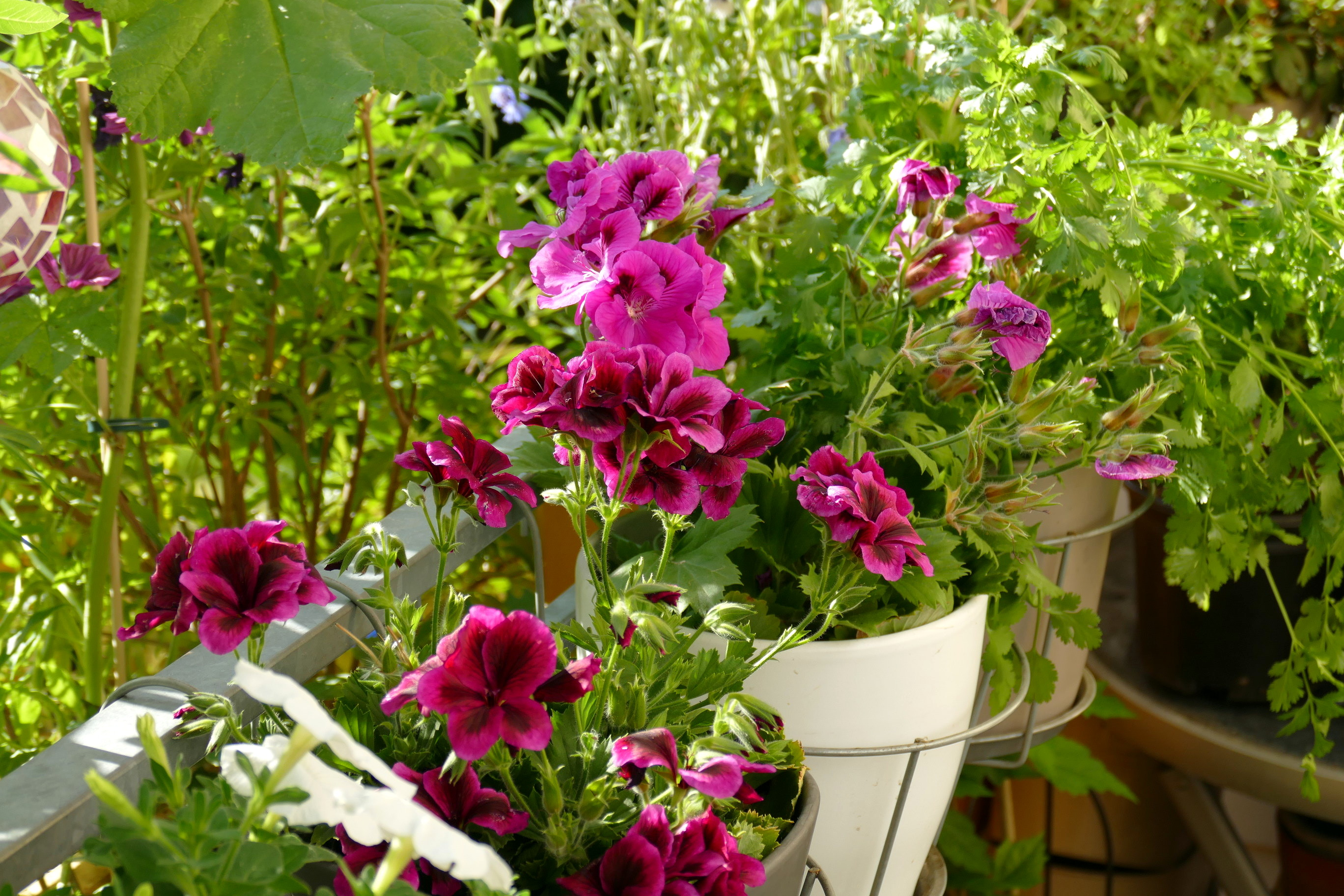
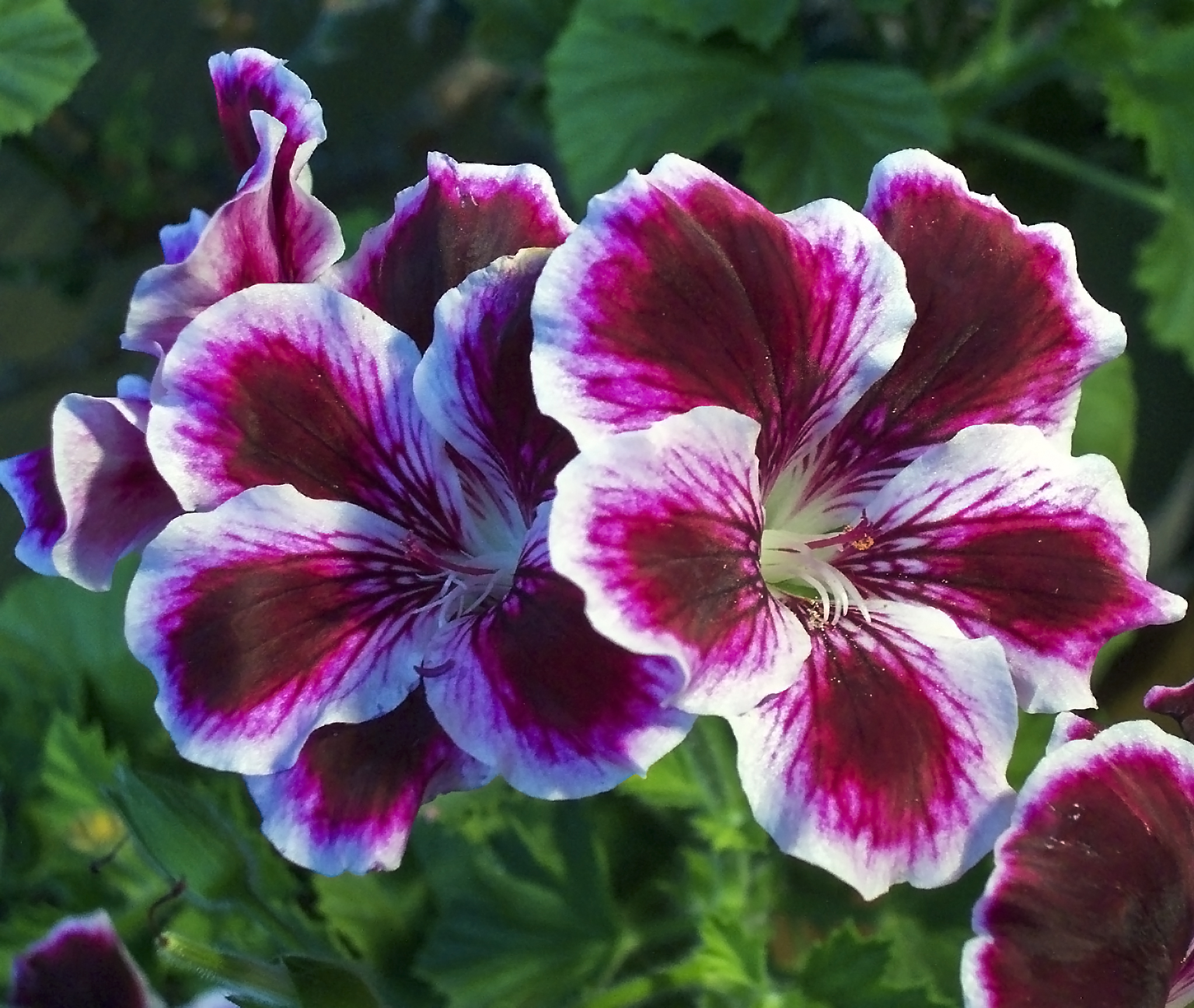
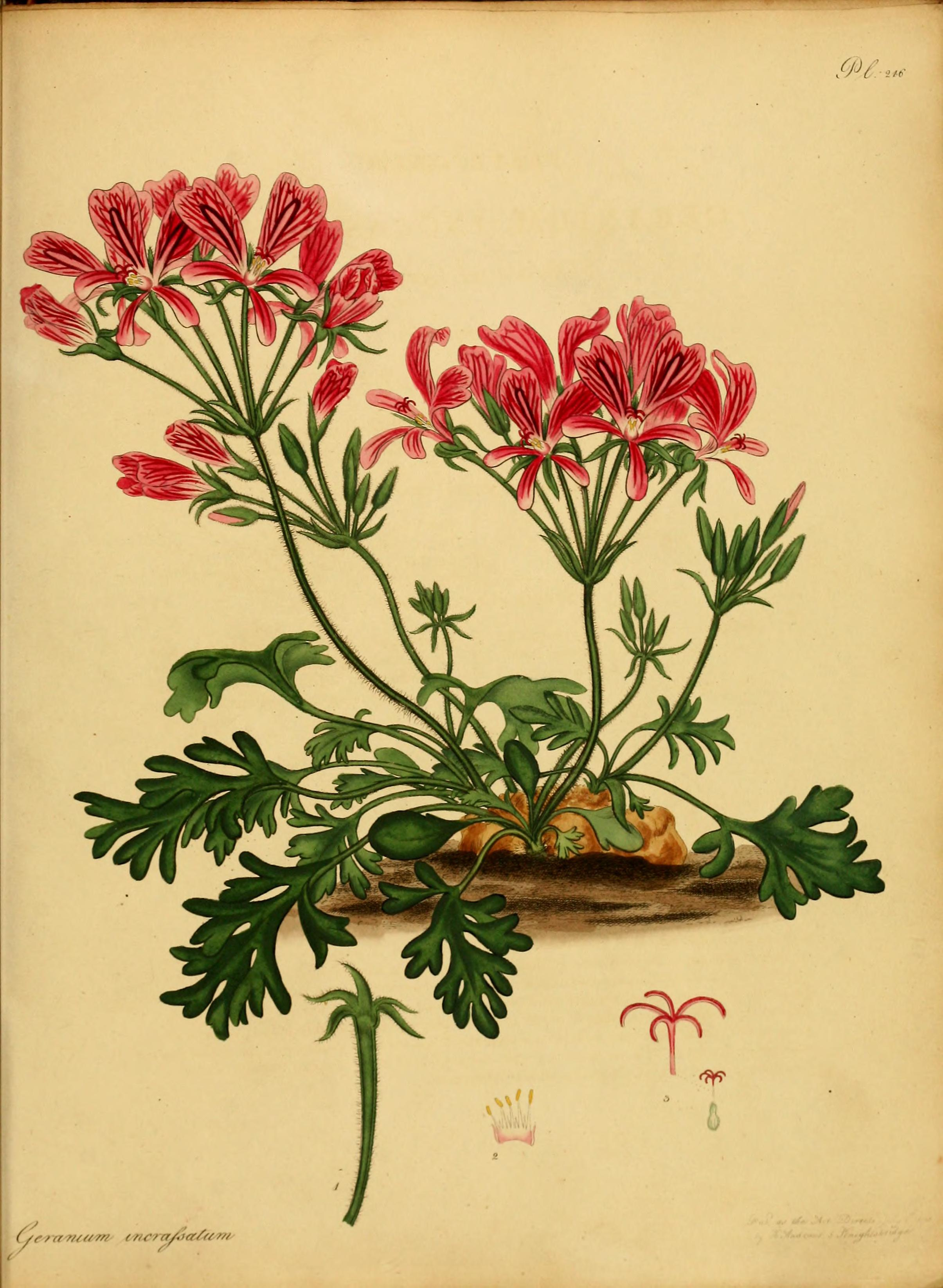